# Joan Vilacasas
Joan Vilacasas   (Sabadell, 3 de juny de 1920 - Barcelona, 17 de gener de 2007) fou un pintor, gravador, ceramista, escriptor i col·leccionista català. Vilacasas és un dels noms clau de la generació informalista catalana. Com molts altres artistes del moment, l'any 1949 emprengué el camí cap a París a la recerca d'un llenguatge propi que pogués superar el panorama desolador i l'aïllament empobridor que es patia al nostre país al llarg dels anys de la dura postguerra. Un cop allí, i després de connectar amb els artistes de l'avantguarda artística internacional, inicià un canvi progressiu en la seva obra, primer fortament influït pels impressionistes i el cubisme picassià –dels quals es derivaria una figuració ingenuïsta profusament colorista– per a després, cap al 1953, realitzar les seves primeres obres abstractes.
És considerat un dels pintors catalans més destacats de l'abstracció dels anys 50. Com a pintor, les seves obres s'han exposat arreu del món i qualsevol suport era vàlid: una tela, el seu 600 o els objectes que trobava als encants. Com a escriptor, podem trobar en la seva obra literària: novel·les, teatre, guions per a la ràdio i per a la televisió.

## Biografia

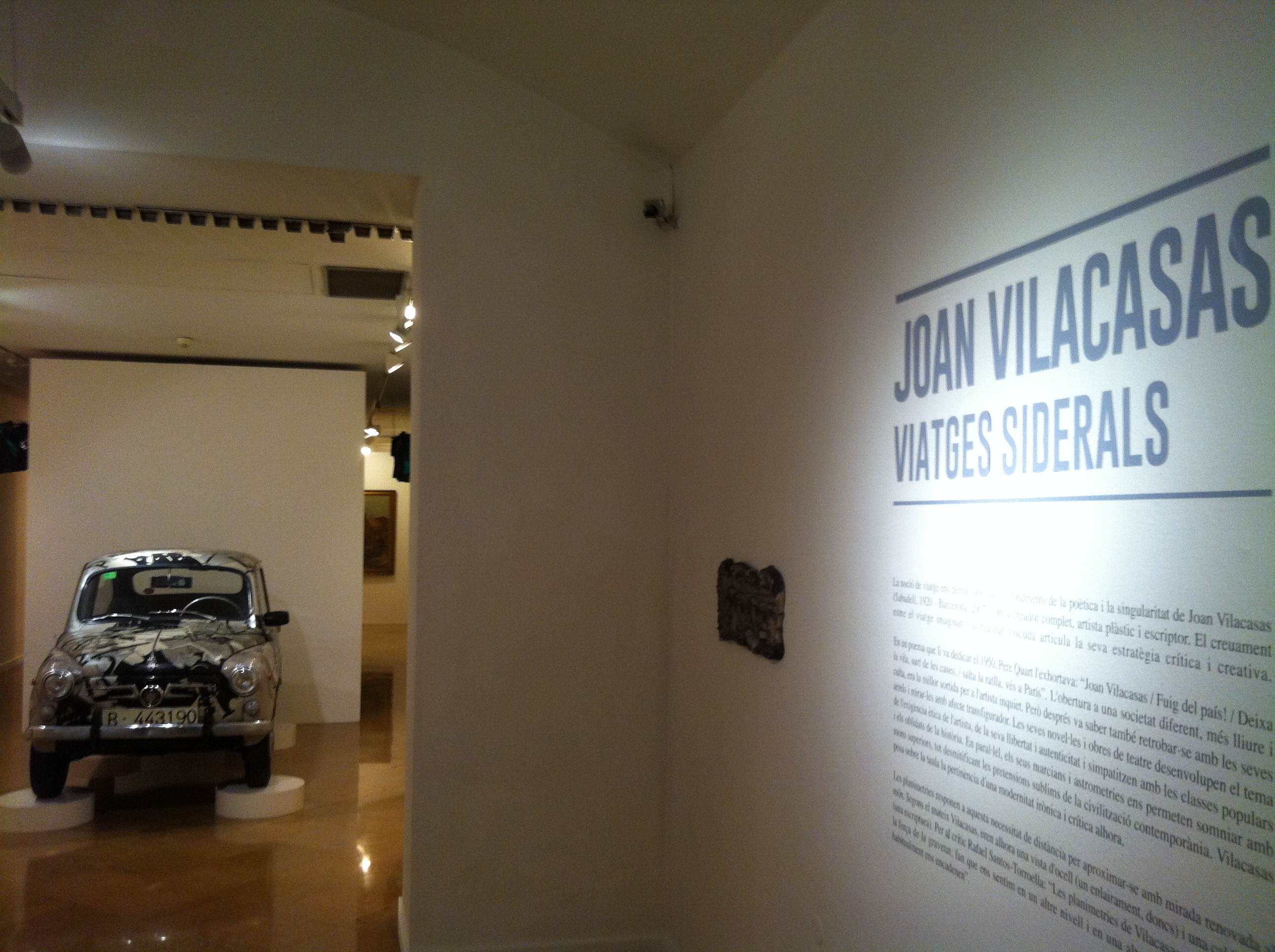

Estudia a l'Escola Industrial d'Arts i Oficis de Sabadell, formant-se en el món postnoucentista estroncat per la guerra civil. Acabada la guerra fou membre destacat fins al 1941 del grup sabadellenc El Cenacle. Després d'algunes exposicions i enmig de la grisor d'aquells anys, el 1949 es trasllada a París, on s'instal·la l'any següent per estudiar a l'École du Louvre i a l'Atelier Canivet.
Durant els anys 50 exposa sobretot a Barcelona i París, però també a Madrid, Washington, Taipei, Frankfurt, Londres i Rio de Janeiro. En aquest decenni va rebent diverses influències, passant d'un cert fauvisme a una abstracció d'influència neoplasticista.
El 1954 publica el seu primer llibre, Escrits, amb pròleg de Joan Oliver, i amb il·lustracions del mateix autor. Al llarg de l'any 1957 dibuixa mapes que seran els primers passos de les anomenades Planimetries, imatges conformades a base de línies i configuracions espacials, gènere pel qual serà conegut internacionalment. El mateix any publica el seu segon llibre, Sis Contes.
El 1960 torna a Barcelona i funda la revista 0 Figura, i junt amb Tharrats, Hernández Pijuan, Claret, Santos Torroella, Villèlia i Subirachs formen el grup que porta el mateix nom. El mateix any rep el premi Joan Gris.
Amb el pseudònim de Carles Valls, ha escrit comèdies iròniques, com Jo, el serial i la gallina, El funerari, L'enterrament és a les 4, Mercè dels uns, Mercè dels altres, etc.
En els anys 60 va destacar especialment per les seves novel·les, signades amb el seu nom, on sovint denuncia amb un humor amarg el món de l'art i els seus grups de pressió: Doble blanc (1960), Matèria definitiva (1961), Operació viaducte (1962), Nnoba fygurassió (1965), Jourdain 65 (1966) i Aiguafort del XII (1966). Per a la televisió, ha escrit guions per Marta sempre, Marta tothora i per Joan Capri.
Joan Vilacasas va exhibir la seva obra en diverses institucions i esdeveniments internacionals de la talla de la Biennal de Venècia, el Museu Guggenheim de Nova York i la Fundació Joan Miró entre d'altres. Les seves obres formen part de col·leccions d'institucions com el MACBA, la Tate Gallery, el Museu d'Art Jaume Morera, la Fundació Joan March, la Col·lecció Gelonch Viladegut i el Museu d'Art de Sabadell, que conserva part del seu fons personal.
Va tenir una filla, Marie Vila Casas.

## Exposicions individuals
- 1941 - Acadèmia de Belles Arts de Sabadell.[6]
- 1942 - Acadèmia de Belles Arts de Sabadell.[6]
- 1943 - Acadèmia de Belles Arts de Sabadell.[6]
- 1946 - Acadèmia de Belles Arts de Sabadell.[6]
- 1947 - Cercle Sabadellès.[6]
- 1950 - Acadèmia de Belles Arts de Sabadell.[6]
- 1952 - Acadèmia de Belles Arts de Sabadell.[6]
- 2005 — Joan Vila Casas a la col·lecció del Museu d'Art de Sabadell[7]
- 2014 — Joan Vilacasas, del plein air al firmament Espai Volart, Fundació Vila Casas
- 2014 — Joan Vilacasas. Viatges siderals, Museu d'Art de Sabadell[8]

La seva obra Autometria 600 es troba exposada de manera permanent a la Biblioteca Vapor Badia de Sabadell.

## Exposicions col·lectives
- 1941 - Joan Vilacasas i Lluís Vila Plana. Acadèmia de Belles Arts de Sabadell.[9]
- 1942 - Acadèmia de Belles Arts de Sabadell (juliol).[6]
- 1942 - Acadèmia de Belles Arts de Sabadell (novembre).[6]
- 1943 - Acadèmia de Belles Arts de Sabadell.[6]
- 1944 - Acadèmia de Belles Arts de Sabadell.[6]
- 1946. Col·lectiva de socis del Cercle Sabadellès de Sabadell.[6]
- 1949 - Acadèmia de Belles Arts de Sabadell.[6]
- 1950 - Acadèmia de Belles Arts de Sabadell.[6]
- 1953 - Primer Saló Biennal de Belles Arts. Caixa d'Estalvis de Sabadell.[6]
- 1957 - Tercer Saló Biennal de Belles Arts. Caixa d'Estalvis de Sabadell.[6]
- 1959 - Quart Saló Biennal de Belles Arts. Caixa d'Estalvis de Sabadell.[6]
- 1960 - Exposició Nacional de Belles Arts, Barcelona. Obres: dos aiguaforts i els olis Planimetria 73 i Planimetria 71.[10]

## Obra literària

### Llibres publicats
- Escrits - Barcelona - Ed: Albor - 1954 - Gènere: Narrativa
- Sis contes - Barcelona - Ed: Horta - 1957 - Gènere: Narrativa
- Doble blanc - Barcelona - Ed: Selecta - 1960 - Gènere: Novel·la
- Matèria definitiva - Barcelona - Ed: Selecta - 1961 - Gènere: Novel·la
- Operació Viaducte - Barcelona - Ed: Selecta - 1962 - Gènere: Novel·la
- Cartes a un pintor - Barcelona - Ed: Nova Terra - 1964 - Gènere: Narrativa
- Nnoba fygurassió - Barcelona - Ed: Aymà - 1965 - Gènere: Novel·la
- Aiguafort del XII - Barcelona - Ed: Albertí - 1966 - Gènere: Novel·la
- Jourdain 65 - Barcelona - Ed: Proa - 1966 - Gènere: Novel·la
- El cap i la fi o El cap de l'alcalde - Barcelona - Ed: Millà - 1980 - Gènere: Teatre
- Mercè dels uns, Mercè dels altres - Barcelona - Ed: Millà - 1982 - Gènere: Teatre
- Tres crits i una sola veu - Barcelona - Ed: Millà - 1982 - Gènere: Teatre
- L'enterrament és a les quatre - Barcelona - Ed: Millà - 1984 - Gènere: Teatre
- Dolça de les tàpies - Barcelona - Ed: Millà - 1984 - Gènere: Teatre

### Obres dramàtiques representades
- Mitja virtut - Companyia Marta Padovan - Barcelona - Teatre Calderón
- Jo, el serial i la gallina - Companyia Joan Capri - Barcelona - Teatre Romea - 1967
- L'enterrament és a les quatre - Companyia Montserrat Carulla - Barcelona - Teatre Windsor - 1968
- El funerari - Companyia Joan Capri - Barcelona - Teatre Romea - 1968
- El malalt imaginari - Companyia Nacional - Barcelona - Teatre Calderón - 1969
- El do d'Adela - Companyia Carles Lloret - Barcelona - Teatre Romea - 1970
- L'amic del ministre - Companyia Joan Capri - Barcelona - Teatre Romea - 1972
- El preu de la lletra - Companyia Joan Capri - Barcelona - Teatre Romea - 1973
- El cap i la fi o El cap de l'alcalde - Companyia 3 x 4 - Barcelona - Teatre Romea - 1974
- Mercè dels uns, Mercè dels altres - Palafrugell - Centre Espanyol - 1976
- Tres crits i una sola veu - Barcelona - Cova del Drac - 1978
- Dolça de les tàpies - Granollers - Cercle Cultural - 1982 - Obra traduïda al: basc
- Tia bona - Companyia Flora Soler - Sabadell - Teatre La Faràndula - 1992

### Guions de ficció difosos
- Operació Viaducte - Gènere: Ràdio
- Enigma - Gènere: Televisió - 1963
- Un altre terrorisme - Gènere: Televisió - 1980
- En català de primera mà - Gènere: Televisió - 1982
- Marta sempre, Marta tothora - Gènere: Televisió - TVE Catalunya - 1984
- Amb l'aigua al coll - Gènere: Televisió - TV3 - 1990 - 13 capítols